# Save Me from Myself (álbum)
Save Me from Myself —en español: Salvame de mi mismo— es el primer álbum de estudio por el estadounidense de rock músico Brian "Head" Welch. Después de no poder cumplir con un comunicado de julio de 2007, el álbum fue lanzado el 9 de septiembre de 2008 por el Grupo de Música Driven. Tentativamente, título de trabajo del álbum fue It's Time to See Religion Die, Sin embargo, era confirmó que su título final es Save Me from Myself.

## Antecedentes y producción
En la experiencia de trabajar con otros músicos de nuevo desde su salida de Korn, Welch atestigua, "Ha sido un largo tiempo desde que he conectado con la gente musicalmente y, ahora que las heridas han sanado de mis adicciones pasadas, estoy listo para sentir la magia de nuevo.

### Marcha de Korn
En febrero de 2005, Welch dejó Korn que ayudó a formar en 1993, diciendo razones morales causados a su partida. Welch declaró que se había distanciado de la banda durante uno o dos años, "Yo sólo quería desaparecer, que era una locura . Yo estaba tan ido. "Welch deseaba" rededicar vida al cristianismo ". Poco después, Welch preguntó bajista de Korn, Reginald Arvizu, para producir el álbum, sin embargo, no recibió respuesta. Si bien en busca de una casa en Arizona, Welch entró al estudio de grabación. De inmediato comenzó a escribir; "canciones enteras se acaba de salir: batería, bajo, guitarra, cuerdas, coro, letras, todo ... Era como si Dios estaba descargando estas canciones dentro de mí." Después de meses de escribir canciones ", sobre tres álbumes pena de material "se había creado.

## Promoción
El 5 de junio de 2008, Welch ha publicado un anuncio de vídeo en su página web. El vídeo anunció que Welch había firmado oficialmente con Driven Music Group, y liberaría Save Me from Myself el 9 de septiembre de 2008.
Una muestra de tres minutos de Head primer single, "Flush", fue publicado en el sitio web de Welch el 16 de junio de 2008. El sencillo fue lanzado el 8 de julio de 2008 sobre la iTunes Store, y un video musical dirigido por Frankie Nasso de Nova Entertainment fue filmado en Los Ángeles, y puesto en libertad el 5 de septiembre de 2008. El 26 de agosto de 2008, Welch reveló las longitudes de cada canción del disco.

## Letra
Welch escribió en su autobiografía, Save Me from Myself, que las ideas de letras y música a menudo provienen de conversaciones con amigos, incluyendo temas de "Re-Bel" y "Bañada por sangre". La música tiene "un cristiano, espiritual borde ", mientras que ser una" extensión de la familia Korn". "Yo, literalmente, vertí todo lo que tenía en Save Me from Myself", Welch explicó en junio de 2008:" Yo sé que va a inspirar a mucha gente .
La canción "Flush", Welch explica, fue escrito musicalmente primero. Welch había encerrado accidentalmente en su estudio, por lo que decidió, "Voy a ir al interior, agarra mi teclado, y lo que hacen mis manos, voy a hacer una canción de ella." Él había creado el riff de apertura de "Enjuague". Líricamente, Welch cita, "la letra de 'Flush' son básicamente sobre el lavado de toda la mierda en la vida por el inodoro y empezar fresco", Welch continuó: "Todo el drama que viví con emborracharse y consumir drogas todo el tiempo parecía interesante y divertido que escribir. "
Welch escribió "Re-Bel", después de que un amigo le habló de un niño que sabía con problemas, debido al mal trato de sus padres. La historia recuerda Welch, de la forma en que utiliza para beber y no cuidar de su hija cuando él debería tener. La letra de la canción son acerca de los niños que dirigen a Dios debido a las cosas negativas en su vida para que "Él podría traer la curación en sus vidas". 
Welch dijo que la canción principal, "Save Me from Myself", es su canción más personal. Los versos hablan sobre el uso de Welch drogas, pensamientos suicidas, depresión, y la mentira. Su parte favorita "es cuando estoy gritando a Dios, dándole las gracias por salvarme de mí mismo ... y estoy viviendo para él ahora".
Welch dijo que "Die Religion Die" tiene múltiples significados a él. La canción "anima a la gente a salir de la mentalidad 'Domingo cristiana'", y les ayuda a entender que Dios "habita en nosotros", no "en los edificios ". Él escribió en su autobiografía," Toda la religión mierda hecha por el hombre en este mundo tiene que morir. Ya sea cristiana hecha por el hombre religión basura o alguna otra religión mierda hecha por el hombre, todo se tiene que morir. "Welch continúa explicando," Todo lo que orgulloso, controlar mierda religiosa es lo que impulsa a los jóvenes de las iglesias, y tiene que ir ".
"Washed by Blood" fue escrito después de una conversación con otro amigo, quien le preguntó: "¿No es genial que estamos lavados por la sangre?" durante el desayuno una mañana. Welch escribió que él se refería a la Biblia llama a Jesús el castigo 'y sangrado en la cruz como siendo "lavados por la sangre". Después de su comida, "de repente, esta música le vino a la cabeza ".
Refiriéndose al tema del arte de la cubierta del álbum, Welch explicó: "Representa me está atrapado en las adicciones, y conseguir crear libre de ella del ángel que está de pie detrás de mí."

## Listado de canciones
Todas las canciones escritas y compuestas por Brian "Head" Welch. 
| N.º | Título                | Duración |  |
| 1.  | «L.O.V.E.»            | 6:31     |  |
| 2.  | «Flush»               | 4:26     |  |
| 3.  | «Loyalty»             | 5:07     |  |
| 4.  | «Re-Bel»              | 5:40     |  |
| 5.  | «Home»                | 6:52     |  |
| 6.  | «Save Me from Myself» | 5:44     |  |
| 7.  | «Die Religion Die»    | 5:34     |  |
| 8.  | «Adonai»              | 5:19     |  |
| 9.  | «Money»               | 4:43     |  |
| 10. | «Shake»               | 4:48     |  |
| 11. | «Washed by Blood»     | 9:34     |  |

## Puestos
| Listas (2008)                     | Posición |
| --------------------------------- | -------- |
| New Zealand (RIANZ)               | 27       |
| US Billboard 200                  | 63       |
| US Christian Albums (Billboard)   | 3        |
| US Independent Albums (Billboard) | 7        |
| US Rock Albums (Billboard)        | 21       |
| US Hard Rock Albums (Billboard)   | 13       |

## Personal
- Brian Welch - voces, y el ritmo de la guitarra, sintetizadores, programación, producción
- Archie J. Muise, Jr. - guitarra rítmica
- Trevor Dunn - el bajo
- Tony Levin - bajo
- Josh Freese - tambores
- Jennea Welch - voz
- Doug Ángulo - voz
- Cristiano McCullen - voz
- Elías Jurewics - voces
- Hailey Cooper - voz
- Taylor Cooper - voz